# Điều khoản cho phép
Điều khoản cho phép (Enabling clause) được thông qua vào năm 1979, như một phần của Vòng đàm phán Tokyo thuộc  Hiệp định chung về Thuế quan và Thương mại (GATT), nhằm cho phép các ưu đãi thương mại nhắm vào các nước đang phát triển và các nước kém phát triển nhất, nếu không sẽ vi phạm Điều I của GATT. Mục 2(a) cung cấp cơ sở pháp lý để gia hạn Hệ thống ưu đãi tổng quát (GSP) vượt quá 10 năm ban đầu. Trên thực tế, nó đã mang lại hiệu lực vĩnh viễn cho GSP. Điều khoản cho phép cho phép các nước phát triển phân biệt giữa các loại đối tác thương mại khác nhau (đặc biệt là giữa các nước phát triển, đang phát triển và kém phát triển nhất), nếu không sẽ vi phạm Điều I của GATT quy định rằng không có bên ký kết GATT nào phải bị đối xử tệ hơn bất kỳ bên nào khác (điều này được gọi là nguyên tắc đối xử tối huệ quốc). Về cơ bản, điều này cho phép các nước phát triển dành ưu đãi cho các nước nghèo hơn, đặc biệt là các nước kém phát triển nhất. Mục 2(c) cho phép các nước đang phát triển tham gia vào các hiệp định thương mại ưu đãi không đáp ứng các tiêu chí nghiêm ngặt được nêu trong Điều XXIV của GATT đối với các hiệp định thương mại tự do khu vực. Nó cho phép các nước đang phát triển tham gia vào các hiệp định có thể không có đi có lại] hoặc chỉ bao gồm một phạm vi sản phẩm rất hạn chế (nếu không sẽ vi phạm GATT).